# جيريمي لين
جيريمي لين (بالإنجليزية: Jeremy Lin)‏ مواليد 23 أغسطس 1988، هو لاعب كرة سلة أمريكي يلعب مع فريق لوس أنجلوس ليكرز في الرابطة الوطنية لكرة السلة ويحمل الرقم 17. يبلغ طوله 6 قدم 3 بوصة (1.9 م).

## فرق لعب لها
- غولدن ستايت ووريورز
- نيويورك نيكس

## روابط خارجية
- جيريمي لين على موقع IMDb (الإنجليزية)
- جيريمي لين على موقع إن إن دي بي (الإنجليزية)
- جيريمي لين على موقع قاعدة بيانات الفيلم (الإنجليزية)
- جيريمي لين على موقع إن بي أي (الإنجليزية)
- جيريمي لين على موقع الدوري التايواني الممتاز لكرة السلة (الصينية)
- جيريمي لين على موقع سبورتس رفرنس (الإنجليزية)
- جيريمي لين على موقع كرة السلة الأوروبية.كوم (الإنجليزية)
- جيريمي لين على موقع إي إس بي إن.كوم (الإنجليزية)
- جيريمي لين على موقع كلية كرة السلة في سبورتس رفرنس.كوم (الإنجليزية)
- جيريمي لين على موقع ريلجم (الإنجليزية)
- جيريمي لين على موقع بروبوليرز (الإنجليزية)
- جيريمي لين على موقع سبورتس رفرنس (الإنجليزية)
- جيريمي لين على موقع سبورتس رفرنس (الإنجليزية)